# (36078) 1999 RK62
1999 RK62 (asteroide 36078) é um asteroide da cintura principal. Possui uma excentricidade de 0.10799430 e uma inclinação de 6.28397º.
Este asteroide foi descoberto no dia 7 de setembro de 1999 por LINEAR em Socorro.